# Istoria Germaniei postbelice
După înfrângerea Germaniei naziste în Al Doilea Război Mondial și declanșarea Războiului Rece, țara a fost împărțită între cele două blocuri politico-militare concurente – blocul răsăritean și blocul occidental. De abia în 1990 Germania a fost reunificată. 

## Împărțirea Germaniei
La Conferința de la Potsdam, din 17 iulie - 2 august 1945, după capitularea necondiționată a Germaniei din 8 mai 1945, Aliații au împărțit Germania în patru zone militare de ocupație:  franceză - în sud-vest; britanică - în nord-vest; americană - în sud și sovietică - în răsărit. Fostele provincii germane situate la est de linia Oder-Neisse (Prusia Răsăriteană, Pomerania și Silezia) au fost transferate Poloniei, țară care a fost, practic, mutată spre apus. Numeroși etnici germani fugiseră din aceste teritorii din fața înaintării Armatei Roșii. Ca rezultat al înțelegerilor de la Potsdam, peste 3.300.000 de germani care mai rămăseseră în răsărit au fost expulzați.  Partea Prusiei Răsăritene din jurul Königsbergului a fost anexată de Uniunea Sovietică, sub numele de Regiunea Kaliningrad 

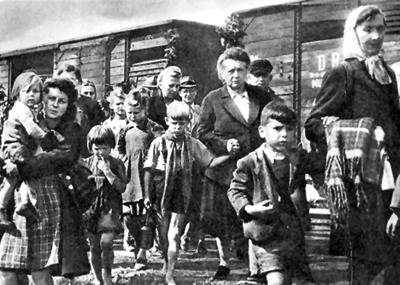
Expulzarea germanilor după Al Doilea Război Mondial

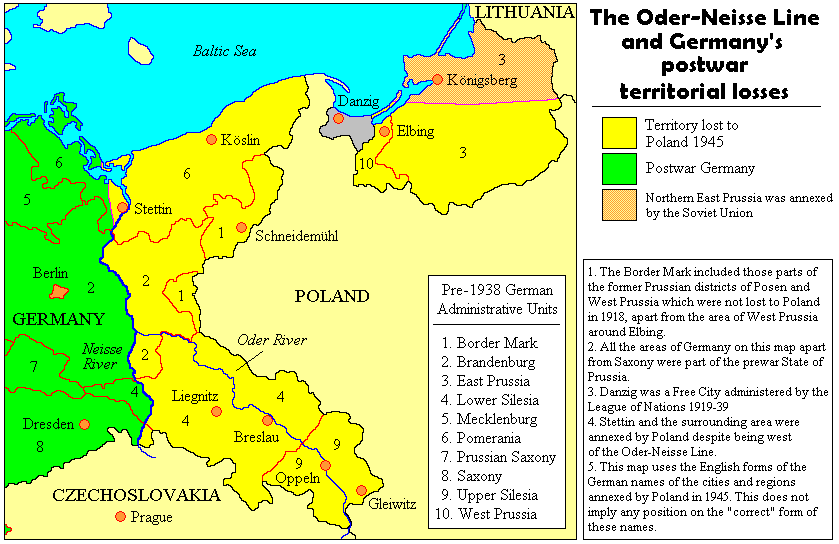
Linia Oder-Neisse

La Potsdam s-a căzut de acord asupra transferului a aproximativ 7 milioane de germani din Polonia, Uniunea Sovietică, Regiunea Sudeților din Cehoslovacia, Ungaria, Iugoslavia și România. Țărilor de origine ale germanilor le era impusă oprirea transferurilor în momentul în care, din cauza numărului mare de refugiați, resursele Germaniei ar fi fost puse în pericol. În unele cazuri, până la deportarea finală în Germania, etnicii germani au fost supuși unor acte grave de răzbunare. Se estimează că, în total, aproximativ 12 milioane de germani au fugit din Europa Răsăriteană. În plus, aproximativ 2 până la 2,5 milioane de germani au murit ca urmare a condițiilor proaste în care au fost organizate evacuările, ca urmare a bombardamentelor sau scufundării vaselor de refugiați, sau ca urmare a foametei și epuizării în timpul marșurilor lungi prin frig, a condițiilor proaste din taberele de refugiați sau au fost pur și simplu uciși de soldații sau civilii furioși. Aproximativ 165.000 de germani au fost deportați de sovietici în Siberia. 
După război, Germania ar fi trebuit să fie guvernată de Comisia Aliată de Control. Comandanții militari aveau puterea supremă în zonele lor de ocupație și acționau de comun acord în problemele care priveau întreaga țară. Berlinul, care se afla în zona de ocupație sovietică, a fost, de asemenea, împărțit în patru sectoare de ocupație. Cele trei sectoare occidentale au devenit ceea ce avea să fie cunoscut mai târziu ca Berlinul Occidental, iar sectorul sovietic a devenit Berlinul Răsăritean, capitala Republicii Democrate Germane. 
Unul dintre cele mai importante sarcini pe care și le propuseseră Aliații în Germania a fost denazificarea. Svastica și alte simboluri naziste au fost interzise. A fost stabilit un steag provizoriu german. Acest drapel a fost folosit, de exemplu, pentru a fi arborat de navele maritime germane până în 1949, când au fost proclamate, separat, Republica Federală Germania și Republica Democrată Germană.  

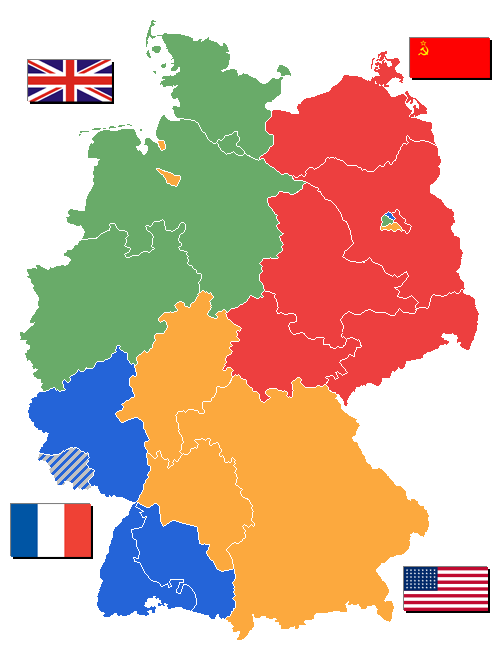
Zonele de ocupație din Germania. Saarlandul a fost transformat, în 1947, în protectoratul francez Saar. Germania Răsăriteană istorică nu apare în această hartă și a fost anexată de Polonia, Lituania și Rusia sovietică.

Cei trei mari au căzut de acord, la Potsdam, asupra unui vast program de descentralizare, care  făcea ca Germania, deși tratată ca o singură unitate economică, să fie împărțită în regiuni cu o  largă autonomie și doar câteva departamente administrative centrale. Planurile pentru  organizarea unei Germanii unitare postbelice au fost abandonate odată cu creșterea tensiunilor între foștii aliați, care au culminat cu izbucnirea Războiului Rece. 
Politica inițială a puterilor occidentale a fost aceea a "pământului sărat" , în conformitate cu Planul Morgenthau, care, deși  era, în mod oficial, respins, a influențat puternic politica învingătorilor.  Arhivat în 6 iunie 2011, la Wayback Machine.
 Arhivat în 29 august 2007, la Wayback Machine. Unul dintre ultimele  efecte ale acestei politici a fost ocuparea de către francezi, în 1947, a regiunii germane Saar, bogate în zăcăminte minerale.  Arhivat în 10 martie 2007, la Wayback Machine.
Totuși, până în 1948, odată cu creșterea rivalității dintre Uniunea Sovietică, pe de-o parte și, puterile occidentale, pe de alta, care, în plus, au ajuns să se teamă de comunizarea populației germane sărăcite, politica Statelor Unite, Marii Britanii și Franței față de fostul   inamic s-a schimbat. Punctul de cotitură a fost discursul Secretarului de Stat al SUA James F. Byrnes, intitulat Redefinirea politicii față de Germania, susținut de rapoarte asupra situației din Germania, (Misiunea economică prezidențială în Germania și Austria). Aliații occidentali au început să fie preocupați de deteriorarea situației economice din "Trizonă". Planul Marshall conceput de americani pentru ajutorarea economică a Europei a fost extins și pentru Germania Occidentală. Reforma monetară, care fusese interzisă de politica  ocupației militare, a fost, în cele din urmă, permisă. Această reformă, care introducea Deutsche Mark ca monedă națională, a pus capăt inflației galopante. Sovieticii nu au fost de acord cu introducerea acestei valute și s-au retras, în martie 1948, din sistemul de guvernare tetrapartit și au declanșat criza Berlinului, în iunie același an, blocând orice rută terestră care lega Germania Occidentală de Berlinul  Occidental. Aliații occidentali au replicat cu un pod aerian prin care s-a asigurat aprovizionarea jumătății vestice a orașului. Sovieticii au pus capăt blocadei după zece luni. 
În 1949, vest-germanii au protestat din ce în ce mai hotărât împotriva planurilor aliate de dezindustrializare a țării. Aliații occidentali – SUA, Franța și Regatul Unit – au căzut, în cele din urmă, în 1950, de acord asupra încetării demontării industriei grele germane.  Arhivat în 13 martie 2007, la Wayback Machine.

### Cele două state germane
La 23 mai 1949 a fost proclamată Bundesrepublik Deutschland (Republica Federală Germania) pe teritoriul zonelor de ocupație occidentale, iar orașul Bonn a fost ales să devină "capitală provizorie", noul stat declarându-se, la 5 mai 1955, „complet suveran”. La 7 octombrie 1949 a fost proclamată în zona sovietică Deutsche Demokratische Republik (Republica Democrată Germană), având capitala în Berlinul Răsăritean. Cele două state au fost cunoscute și cu numele neoficiale de "Germania de Vest (Occidentală)" și, respectiv, "Germania de Est". În ambele state au rămas încartiruite trupe de ocupație. Fosta capitală germană, Berlinul, a rămas un caz special, fiind împărțit în Berlinul Răsăritean și cel Occidental, ultimul fiind, în întregime, înconjurat de teritoriul Republicii Democrate Germane. Deși locuitorii Berlinului de Vest erau cetățeni ai Republicii Federale Germania, orașul nu era, din punct de vedere legal, parte a Germaniei Occidentale, rămânând sub ocupația formală a aliaților apuseni până în 1990, deși administrația orășenească era aleasă de locuitori, nu era impusă din afară.
Germania de Vest a devenit unul din aliații SUA, Regatului Unit și Franței. Țara s-a autodefinit ca fiind una cu "economie socială de piață", bucurându-se de o îndelungată perioadă de creștere economică (Wirtschaftswunder – Miracolul economic german), care a urmat reformei monetare din 1948 și ajutorului american oferit prin intermediul Planului Marshall (1948 - 1951).
Germania de Est a fost, mai întâi, ocupată și, mai apoi (din mai 1955), aliată cu Uniunea Sovietică. Republica Democrată Germană, cunoscută și sub acronimul de RDG, o țară cu un sistem politic autoritar, cu o economie de tip sovietic, a devenit, în scurt timp, cea mai bogată și avansată din tot blocul răsăritean, fiind, în același timp, o țară de protocol, o "democrație populară" prin care Uniunea Sovietică căuta să demonstreze nu numai că "sistemul socialist are o față umană", dar și că poate fi competitiv economic cu oricine. Cu toate acestea, cetățenii est-germani nu au încetat nici o clipă să dorească libertățile politice, economice și prosperitatea din Vest. 
Sovieticii au propus, în 1952, prin Nota Stalin, reunificarea Germaniei și dezangajarea superputerilor în Europa Centrală, dar Anglia, Franța și SUA au respins oferta (pe care o considerau lipsită de sinceritate).

## Germania de Vest
Aliații occidentali au început să dea tot mai multă libertate oficialilor germani și au aprobat înființarea nucleului unui viitor guvern german, prin crearea Consiliului Economic pentru cele trei zone de ocupație pe care le controlau. Mai târziu, cele trei forțe au fost de acord cu înființarea unei adunări constituante, au căzut de acord asupra statutului trupelor de ocupație și a relațiilor dintre autoritățile germane și Aliați și asupra unificării politice și economice a celor trei zone de ocupație. La 23 mai 1949, a fost promulgată Grundgesetz – Legea fundamentală, constituția RFG. După alegerile din august, la 20 septembrie 1949, a fost format un guvern federal, avându-l cancelar pe Konrad Adenauer (CDU). În ziua următoare, statutul de ocupație s-a schimbat, oferind anumite puteri de autoguvernare, cu anumite excepții bine definite. 
După Înțelegerea de la Petersberg, din noiembrie 1949, Germania Occidentală a progresat rapid spre statutul suveranității absolute și de asociat cu drepturi egale cu vecinii săi europeni și cu NATO. În 1954, înțelegerile cu Franța și cu Anglia au restaurat, în mare parte, suveranitatea statului german și a deschis calea către aderarea la NATO, în 1955. În 1951 R.F. Germană s-a alăturat Franței, Italiei și țărilor Benelux în Comunitatea Europeană a Cărbunelui și Oțelului (CECO) (predecesorul Uniunii Europene).
În momentul izbucnirii războiului din Coreea (iunie 1950), SUA au cerut reînarmarea Germaniei Occidentale pentru a sprijini apărarea Europei în fața amenințării sovietice. Amintirea agresiunii germane în două războaie mondiale a făcut ca țările europene să caute un control strict asupra armatei germane Bundeswehr, înființate în 1955. Partenerii europeni din CECO au decis să înființeze Comunitatea Europeană de Apărare (CEA) cu forțe terestre, navale și aeriene integrate, compuse din forțele armate ale statelor membre. Armata germană avea să fie sub controlul total al autorităților militare ale CEA, în vreme ce restul statelor membre păstrau controlul deplin al propriilor forțe armate. 
Deși tratatul de înființare a CEA a fost semnat în mai 1952, acesta nu a fost niciodată aplicat, Franța a respins, în cele din urmă, tratatul prin votul din august 1954 al Adunării Naționale, pe motiv că îi amenința suveranitatea națională. Astfel, Franța își desființa propriul proiect. Au trebuit căutate alte căi care să permită reînarmarea Germaniei. Tratatul de la Bruxelles a fost modificat pentru a permite includerea Germaniei în Uniunea Europei Occidentale. Germaniei Occidentale i se permitea să se reînarmeze și să aibă controlul suveran deplin asupra forțelor armate naționale, Uniunea fiind, totuși, cea care decidea cum să regleze structura și numărul forțelor armate ale statelor membre. Cu toate acestea, au persistat temerile cu privire la reîntoarcerea la nazism sau militarism, cu atât mai mult cu cât, în Germania federală, procesul de denazificare a statului a fost cel puțin incomplet: la insistențele americane, de exemplu, nou-înființatul Serviciu Federal de Spionaj ("informații externe") cunoscut sub numele german de Bundesnachrichtendienst (BND) a fost condus după război de Reinhard Gehlen, un ofițer superior care servise regimul nazist al lui Hitler dintr-o poziție echivalentă. Serviciile secrete germane au rămas, de altfel, până astăzi, populate, parțial, de indivizi cu simpatii naziste, așa cum o dovedește faptul că B.N.D. a colaborat, în trecut, cu criminali de război naziști aflați în exil (precum a fost Alois Brunner - oameni ai serviciului au avut, apoi, grijă să distrugă, sub guvernarea creștin-democrată a lui Helmut Kohl, toate dosarele în legătură cu această afacere incriminantă) și, mai recent (decembrie 2012), un alt serviciu de informații (interne, de această dată), Oficiul (Federal) pentru Protecția Constituției ("das Bundesamt fuer Verfassungsschutz" - BfV) fiind implicat în distrugerea unor dosare ale unor militanți neonaziști, exact în momentul izbucnirii scandalului așa-numitei "subterane naziste" ("Nationalsozialistischer Untergrund"), mai exact în chiar ziua începerii anchetei oficiale a procuraturii în legătură cu crimele înfăptuite de-a lungul anilor de membrii acestei organizații naziste clandestine, care atâți ani n-a fost anihilată sau oprită în vreun fel de către cei care erau, totuși, chemați să îndeplinească această sarcină (anume chiar serviciile de informații interne, precum BfV!). O ironie a istoriei (și, probabil, o imensă injustiție) este faptul că Germania Federală a fost alături de o serie de state latino-americane aflate sub dictaturi militare de dreapta, unul din locurile privilegiate de refugiu ale criminalilor de război naziști. Un ofițer superior, precum a fost generalul Heinz Lammerding, care a fost condamnat pentru masacru în Franța, ca urmare a ordinului dat de acesta trupelor SS de a ucide toată populația comunei Oradour-sur-Glane (642 de victime, copiii așezării, inclusiv), drept represalii contra activităților grupurilor de partizani francezi, a putut trăi liber o viață lungă și prosperă în Republica Federală Germania, autoritățile refuzând să-l pedepsească pentru trecutul lui nazist și de criminal de război condamnat. Un alt ofițer implicat în masacrul din Limousin-ul francez, anume locotenentul Heinz Barth⁠(en)[traduceți], condamnat în Republica Democrată Germană la închisoare pe viață pentru implicarea lui directă în masacru, va fi eliberat de autoritățile Republicii Federale după reunificare, acordându-i-se chiar de către stat și o pensie de "victimă de război". În condițiile în care doar atât au reușit să obțină victimele unei țări puternice și aliate Germaniei Federale, precum este Franța, în termeni de pedepsire a criminalilor de război naziști aflați sub jurisdicțiea R.F.G., cu atât mai puțin există șanse ca sutele de mii de victime ale masacrelor făcute de armata germană pe teatrul de operațiuni din Europa de Est (Rusia, Ucraina, Belarus) să li se facă dreptate în R.F.G. 
Cele trei puteri occidentale au păstrat controlul asupra zonelor de ocupație din Berlin și anumite responsabilități pentru întreaga Germanie, în conformitate cu mai noile înțelegeri semnate, trupele aliate staționau în Germania de Vest pentru apărarea comună NATO. Cu excepția celor 45.000 de soldați francezi, forțele aliate erau sub controlul comenzii militare unificate NATO (Franța se retrăsese, în 1966, din comanda militară unificată a NATO).
Viața politică în Germania de Vest era foarte stabilă și ordonată. Era Adenauer (1949-1963) a fost urmată de o scurtă perioadă de conducere a lui Ludwig Erhard (1963-1966), care a fost înlocuit de Kurt Georg Kiesinger (1966-1969). Toate guvernele, din 1949 până în 1966, au fost formate de alianța Uniunea Creștin-Democrată din Germania (CDU) și Uniunea Creștin Socială din Bavaria (CSU), singuri sau în alianță cu mai micul Partid Liber Democrat (FDP). 
"Marea Coaliție" a lui Kiesinger din perioada  1966-69 a fost formată de cele mai mari două partide germane: CDU/CSU și Partidul Social Democrat (SPD). Această coaliție a fost importantă pentru votarea legilor stării de urgență – partidele de la putere având asigurate cele două treimi din voturile necesare pentru aprobarea unor legi organice. Aceste legi controversate permiteau ca, în cazul instituirii stării de urgență, mai multe drepturi și libertăți fundamentale garantate de constituție să fie suspendate. 
În perioada de până la votarea setului de legi ale stării de urgență, s-a manifestat o opoziție aprigă față de  adoptarea lor, în special din partea FDP, a Mișcării Studențești Germane, a grupului autointitulat Notstand der Demokratie (Democrația în Criză) și a  sindicatelor. Poliția a intervenit din ce în ce mai brutal împotriva demonstranților tot mai  numeroși, iar, în 1967, studentul Benno Ohnesorg a fost împușcat mortal de forțele de ordine. Presa ( ziarul Bild-Zeitung, în special) a lansat o campanie violentă împotriva protestatarilor, al cărei rezultat se pare că a fost și tentativa de asasinare, în 1968, a liderului studenților socialiști, Rudi Dutschke.
În deceniul al șaptelea, dorința societății de a se confrunta cu trecutul nazist a crescut mult. Astfel, au fost declanșate procesele de la Frankfurt ale criminalilor de război de la Auschwitz și. prin proteste de masă, s-a cerut schimbarea țării, ecologismul și antinaționalismul devenind valori fundamentale ale Germaniei Occidentale. Rudi Dutschke s-a refăcut suficient pentru a contribui la constituirea partidului Alianța ’90/Verzii. prin atragerea foștilor studenți protestatari în noua mișcare ecologistă. Popularitatea verzilor a fost foarte mare și, ca rezultat, în 1979 ei au reușit să atingă pragul de 5% pentru a accede în parlamentul landului Bremen. Dutschke a murit în 1979 din cauza epilepsiei căpătate ca urmare a tentativei de asasinare. 
Un alt rezultat al mișcărilor de nesupunere ale deceniului al șaptelea a fost fondarea, în 1968. Fracțiunii Armata Roșie (RAF) , o organizație teroristă, care se face vinovată de o serie de atentate în deceniul care a urmat. Chiar și în ultimii ani ai secolului trecut au existat atacuri teroriste revendicate de autori care se pretindeau membri ai "RAF". Grupul a anunțat că își încetează activitatea în 1998. 
În alegerile din 1968, SPD, condus de Willy Brandt, a câștigat suficiente voturi pentru a forma guvernul în coaliție cu FDP. Cancelarul Brandt a rămas în fruntea guvernului până în mai 1974, când a demisionat, după ce s-a descoperit că unul dintre colaboratorii săi cei mai importanți era spion pe listele de plată ale Stasi (serviciul est-german de informații).
Ministrul de finanțe Helmut Schmidt (SPD) a format noul guvern și a obținut sprijinul unanim al membrilor coaliției. El a fost cancelar între 1974 și 1982, iar Hans-Dietrich Genscher (FDP) a devenit vice-cancelar și ministru de externe. Schmidt, un sprijinitor înfocat al Comunității Europene și al NATO, punea accentul pe angajamentul său pentru "unificarea politică a Europei în parteneriat cu SUA".
În octombrie 1982, coaliția SPD-FDP s-a destrămat, când FDP și-a unit forțele cu  CDU/CSU pentru alegerea președintelui CDU Helmut Kohl în funcția de cancelar. După alegerile naționale din 1983, Kohl a devenit cel mai puternic personaj politic, controlând atât guvernul, cât și CDU. Alianței CDU/CSU i-a lipsit puțin pentru a avea majoritatea absolută în Bundestag, datorită intrării în parlament a verzilor, care au primit 5,6% din voturi. 
În ianuarie 1987, guvernul Kohl-Genscher a revenit la putere, dar FDP și verzii au câștigat noi locuri în parlament dintre cele deținute până atunci de partidele mari. CDU și aliatul său bavarez, CSU, au scăzut în preferințele alegătorilor de la 48,8% la 44,3%. SPD a scăzut la 37%, iar președintele partidului, Brandt, a demisionat în 1987, fiind succedat de Hans-Jochen Vogel. FDP a crescut în preferințele alegătorilor până la 9,1%, iar verzii au ajuns la 8,3%.

## Germania Răsăriteană
În zona de ocupație sovietică Partidul Social-Democrat SPD a fost silit să fuzioneze cu Partidul Comunist în aprilie 1946, pentru a forma noul Partid Socialist Unit (Die Sozialistische Einheitspartei Deutschlands, SED). În alegerile din 1946 SED a câștigat în mod clar locul dominant. 
La inițiativa SED, în 1948 și la începutul anului 1949, au fost convocate o serie de congrese ale poporului, iar în mai 1949, sub directa supraveghere a sovieticilor, a fost definitivat proiectul unei noi constituții, adoptată. mai apoi, la 7 octombrie, ziua în care a fost proclamată Republica Democrată Germană. Au fost create Camera Poporului (Volkskammer) – camera inferioară a parlamentului est-german – și Camera landurilor (Länderkammer). Länderkammer a fost abolită în 1958. La 11 octombrie 1949 camerele reunite l-au ales în funcția de președinte pe Wilhelm Pieck. SED a format noul guvern. Uniunea Sovietică și aliații ei din blocul răsăritean au recunoscut imediat Germania Răsăriteană, în timp ce RDG a rămas nerecunoscută de către cele mai multe țări necomuniste până în perioada 1972-1973. În Germania Răsăriteană s-au pus bazele unui stat monopartit, centralizat, de tip comunist. La 23 iulie 1952, tradiționalele landuri (Länder) au fost desființate și în locul lor au fost înființate 14 districte (Bezirke). Deși, în mod formal, mai existau și alte partide, SED controla de facto întreg guvernul și cele mai importante funcții în stat. 
Frontul Național era o organizație de masă constituită la inițiativa comuniștilor pentru a facilita controlul asupra celorlalte partide și organizații de masă – ale tinerilor, femeilor, sindicatele și organizațiile culturale. În RDG alegerile erau doar formale, cu o participare foarte mare la vot a electoratului (cel puțin prin prisma cifrelor oficiale), cu candidați aprobați aproape unanim.

## Berlinul
La scurtă vreme după încheierea celui de-al Doilea Război Mondial, Berlinul a devenit sediul Comisiei Aliate de Control, care ar fi trebuit să guverneze Germania ca un tot până la semnarea tratatelor de pace. În 1948, Uniunea Sovietică a refuzat să mai participe la administrația tetrapartită a Germaniei. Sovieticii au refuzat, de asemenea, să accepte administrarea tetrapartită a Berlinului. Deputații aleși în administrația orășenească din zona de ocupație sovietică au fost obligați să renunțe la mandatele lor, iar în locul autoadministrației locale au fost numite organe de conducere de tip comunist în Berlinul Răsăritean. Din acest moment, până în momentul reunificării, aliații occidentali au exercitat în mod neîntrerupt controlul deplin asupra administrației din sectoarele lor de ocupație prin intermediul Kommandaturii Aliate. Dat fiind statutul special al orașului, autoritățile militare au recunoscut dreptul Senatului și Camerei Reprezentanților Berlinului Occidental (organele de autoconducere alese prin vot popular) de a conduce cea mai mare parte a afacerilor orășenești. Aliații occidentali și autoritățile vest-germane sau cele vest-berlineze nu au recunoscut niciodată regimul comunist din Berlinul Răsăritean sau autoritățile est-germane de acolo. 
În perioada în care Berlinul de Vest a fost izolat de Germania de Vest (orașul se afla la 176 km în interiorul statului est-german), aliații occidentali au încurajat strângerea relațiilor dintre RFG și Berlinul de Vest. Reprezentanții Berlinului de Vest participau, ca membri fără drept de vot, la sesiunile parlamentului vest-german. Agențiile importante vest-germane își aveau sedii și în oraș. În plus, autoritățile aliate se consultau, de cele mai multe ori, cu autoritățile federale germane și vest-berlineze în cazul tuturor inițiativelor politice care priveau unificarea țării sau statutul Berlinului. 
Între 1948 și 1990, evenimentele principale, precum târgurile sau festivalurile, erau sponsorizate din vest, iar investițiile în comerț și industrie au fost încurajate prin politici speciale în domeniul taxelor și impozitelor. Rezultatul acestor eforturi (combinat cu o administrare eficientă a fondurilor publice, dar și cu hărnicia berlinezilor) a făcut ca orașul să atingă și să depășească rapid nivelurile producției interbelice, transformându-l într-una dintre cele mai moderne metropole europene. 
După prăbușirea comunismului în RDG, statutul special al Berlinului ca zonă specială aflată sub controlul celor patru puteri a încetat să mai existe. Berlinul a devenit capitala Germaniei unificate, statut recunoscut prin lege votată de Bundestag în iunie 1991. Guvernul vest-german a cerut aliaților să-și mențină prezența militară în Berlin până la retragerea completă a forțelor ruse (foste sovietice) de pe teritoriul fostei Germanii Răsăritene. Retragerea rușilor s-a încheiat la 31 august 1994, astfel că, în 8 septembrie 1994, s-au desfășurat ceremonii care au marcat retragerea tuturor trupelor străine din Berlin. 
Agențiile guvernamentale și-au mutat, treptat, sediile în Berlin, orașul devenind, în 1999, sediul oficial al guvernului. Berlinul este, de asemenea, unul dintre cele 16  Länder ale Germaniei, fiind, astfel, un oraș-stat.

## Relațiile est-vest

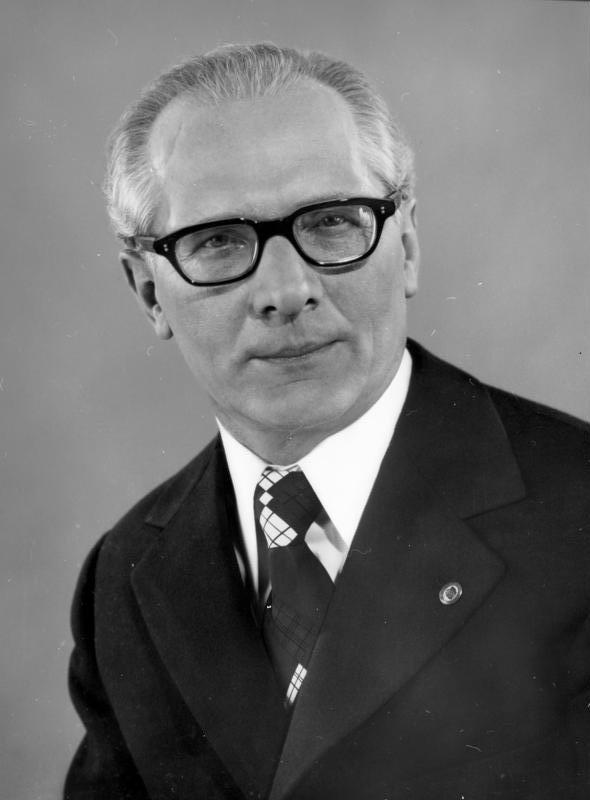
Erich Honecker

În timpul mandatului cancelarului Adenauer, Germania Occidentală și-a proclamat dreptul de a vorbi în numele întregii națiuni germane.  Doctrica Hallstein restricționa relațiile diplomatice numai la țările care nu recunoșteau statalitatea RDG. 
Valul neîntrerupt de refugiați est-germani care soseau în RFG a fost una din piedicile importante în îmbunătățirea relațiilor dintre cele două state germane în deceniul al șaptelea. Germania de Est a întărit granița dintre cele două state, dar oamenii au continuat să fugă din Berlinul de Est în cel Occidental. La 31 august 1961, autoritățile est-germane au început construirea Zidului Berlinului de jur împrejurul Berlinului Occidental, într-o încercare disperată de oprire a fluxului de fugari, tăind orașul în două și transformând partea apuseană a orașului într-o enclavă a Occidentului pe teritoriul comunist.  Zidul a devenit un simbol al Războiului Rece și al divizării Europei. 
Scrisoarea de reconciliere a episcopilor polonezi către episcopii germani din 1965 a fost privită cu suspiciune în momentul apariției, dar este văzută azi ca un pas important în direcția îmbunătățirii relațiilor statelor germane cu Polonia. 
În 1969, cancelarul Willy Brandt a anunțat că Germania de Vest rămânea ferm ancorată pe linia alianței transatlantice, dar că își intensifica eforturile pentru îmbunătățirea relațiilor cu Europa Răsăriteană și cu Germania Răsăriteană. Germania de Vest a inițiat ceea ce avea să se numească Ostpolitik, înfruntând, la început, opoziția puternică a conservatorilor, negociind, pentru început, tratate de neagresiune cu Uniunea Sovietică, Polonia, Cehoslovacia, Bulgaria și Ungaria. 
Relațiile dintre cele două state germane au reprezentat una dintre cele mai dificile probleme de rezolvat. Ostpolitik - Politica (față de) Est - a cancelarului Brandt urmărea conceptul "două state – o singură națiune germană". Relațiile s-au îmbunătățit, dar poziția oficială a Germaniei de Vest era cea stabilită de doctrina Hallstein, care implica nerecunoașterea Germaniei Răsăritene.  La începutul deceniului al optulea, Ostpolitik a dus la o formă de recunoaștere mutuală între cele două sate germane. Tratatul de la Moscova (august 1970), Tratatul de la Varșovia (decembrie 1970), Acordul celor patru puteri în privința Berlinului (septembrie 1971),  Acordul de tranzit (mai 1972) și Tratatul de bază (din decembrie 1972) au ajutat procesul de normalizare a relațiilor est-vest și dintre cele două state germane, permițând atât Germaniei de Vest, cât și Germaniei de Est să devină membre ale ONU, în septembrie 1973. Cele două Germanii au făcut schimb de reprezentanți permanenți în 1974, iar liderul est-german Erich Honecker a făcut, în 1987, o vizită oficială în Germania Occidentală.

## Reunificarea Germaniei

### Condiții generale
Planuri internaționale pentru reunificarea Germaniei au fost făcute în chiar primii ani de după proclamarea celor două state germane, dar fără folos. În luna martie 1952, guvernul sovietic a propus un plan pentru organizarea de alegeri pentru un parlament al unei Germanii unite, neutre, așa cum avea să se facă în Austria. Guvernele aliaților occidentali au refuzat oferta sovietică, în același timp, continuând integrarea Germaniei Occidentale în structurile euro-atlantice. Problema reunificării a fost, din nou, pusă în timpul Conferinței miniștrilor de externe din Berlin (ianuarie – februarie 1954), dar puterile occidentale au refuzat să transforme Germania într-un stat neutru. După aderarea RFG la NATO, în 9 mai 1955, inițiativele de reunificare au fost abandonate de ambele părți. 
În vara anului 1989, schimbările rapide care aveau loc în RDG aveau să ducă, în cele din urmă, la reunificarea Germaniei. Un număr tot mai mare de est-germani a emigrat în RFG via Ungaria, după ce autoritățile de la Budapesta au hotărât să nu încerce să oprească valul de refugiați. Mii de est-germani au încercat să ajungă în vest, ocupând un loc în ambasadele sau reprezentanțele comerciale ale RFG din diferite capitale est-europene. Exodul de proporții a pus foarte acut problema schimbărilor politice atât de necesare. În RDG, demonstrațiile a sute de mii de cetățeni – în Leipzig, în mod particular  – au continuat să se înmulțească. Pe 7 octombrie, liderul sovietic Mihail Gorbaciov, aflat în vizită la Berlin cu ocazia aniversării a 40 de ani de la proclamarea RDG, a cerut liderilor Germaniei de Est să inițieze procesul de reformă, dar nu a fost luat în seamă. 
La 18 octombrie, Erich Honecker a fost forțat să demisioneze din fruntea partidului și statului, fiind înlocuit de Egon Krenz. Exodul populației est-germane, însă,a continuat, așa cum au continuat și presiunile pentru inițierea de reforme politice. La 4 noiembrie, o demonstrație din Berlinul Răsăritean a scos în stradă aproximativ un milion de oameni. În cele din urmă, la 9 noiembrie 1989, Zidul Berlinului a fost deschis, permițându-li-se est-germanilor să călătorească liber. Mii de cetățeni ai RDG au năvălit prin punctele de trecere în sectoarele occidentale ale Berlinului, iar autoritățile est-germane au început, la 12 noiembrie, demontarea Zidului. 
La 28 noiembrie, cancelarul vest-german Helmut Kohl a schițat un plan în 10 puncte pentru unirea pașnică a celor două Germanii, bazat pe alegerile libere din est și reunificarea celor două economii. În decembrie, parlamentul est-german (Volkskammer) a eliminat monopolul politic al SED, iar întreg Politburo al comuniștilor, în frunte cu Krenz, a demisionat. SED și-a schimbat numele în Partidul Socialismului Democratic (PDS), iar apariția și dezvoltarea a numeroase noi partide politice au marcat sfârșitul sistemului comunist. Primul ministru Hans Modrow a condus un guvern provizoriu, care a împărțit puterea cu noile partide democratice apărute. La 7 decembrie 1989 s-a ajuns la un acord pentru organizarea de alegeri libere în mai 1990 și pentru rescrierea constituției Germaniei Răsăritene. În 28 ianuarie, partidele au căzut de acord să devanseze alegerile pentru 18 martie, în principal, datorită erodării autorității statului, cât și datorită faptului că exodul populației continua (mai mult de 117.000 de cetățeni au părăsit Germania Răsăriteană în ianuarie și februarie 1990). 
La începutul lunii februarie 1990, propunerea guvernului Modrow pentru o Germanie unită și neutră a fost respinsă de cancelarul Kohl, care cerea ca țara reunificată să fie membră a NATO. În cele din urmă, în 18 martie, au fost ținute primele alegeri libere din Germania Răsăriteană. S-a format un guvern sub conducerea lui Lothar de Maizière (CDU), având ca prim punct al programului de guvernare unirea rapidă cu Germania de Vest. Primii deputați liber aleși ai Volkskammer și-au ținut, la 5 aprilie 1990, prima ședință în plen, iar Germania de Est a evoluat, pașnic de la sistemul comunist la cel democrat. La 6 mai au fost ținute alegeri locale libere, CDU fiind, din nou, marele câștigător. La 1 iulie 1990, cele două state germane au intrat într-o uniune monetară și economică.

### Aranjamente finale
În cursul anului 1990, în paralel cu evenimentele interne germane, care realizau, simultan, unirea politică formală (prin alegerea în Germania de Est, la 18 martie, a unor reprezentanți ai partidelor numite identic cu cele din Germania de Vest) și monetară (1 iulie), pregătindu-le pe cele administrativă și juridică (27 septembrie - 1 octombrie), cele patru puteri foste aliate în Al Doilea Război Mondial – Statele Unite ale Americii, Regatul Unit, Franța și Uniunea Sovietică – și cel două state germane au negociat încetarea drepturilor speciale ale primilor în Berlin și în Germania ca un tot. Aceste negocieri "doi plus patru" s-au desfășurat în timpul Conferinței Tratatului Cer Deschis de la Ottawa (13 februarie 1990). Cei șase miniștri de externe s-au întâlnit de patru ori în lunile următoare: la Bonn (5 mai), Berlin (22 iunie), Paris (17 iulie) și Moscova (12 septembrie). Ministrul de externe polonez a participat la întâlnirea de la Paris, la ședințele în care s-au discutat problemele granițelor polono-germane. 
Uniunea Sovietică a avut obiecții asupra statutului de membru al NATO al Germaniei Unite. La 16 iulie, președintele sovietic Gorbaciov și cancelarul german Helmut Kohl au ajuns la un acord de principiu asupra chestiunii statutului de membru al NATO al Germaniei Unite. Această înțelegere a făcut posibilă semnarea la Moscova (12 septembrie 1990) a Tratatului privind reglementarea definitivă cu privire la Germania. În plus, pentru încetarea drepturilor speciale ale celor patru puteri, tratatul prevedea retragerea tuturor trupelor sovietice din Germania până la sfârșitul anului 1994. De asemenea, tratatul stabilea că granițele curente ale Germaniei, în special linia Oder-Neisse, sunt granițele finale și definitive ale Germaniei reunificate. Germania Unită urma să fie membru cu drepturi depline al NATO.  Trupele americane, britanice și franceze urmau să rămână în Berlin pe toată perioada interimară până la retragerea sovieticilor.  În tratat, Germania renunța la armele nucleare, biologice și chimice și își lua angajamentul să-și reducă efectivele armatei la 370.000 de soldați, într-o perioadă de 3 – 4 ani de la intrarea în vigoare a Tratatului pentru reducerea forțelor armate convenționale în Europa (semnat în 19 noiembrie 1990, la Paris. Semnarea aranjamentelor finale dădea liber procesului de unificare al celor două state germane.  
Uniunea politică a devenit oficială pe 3 octombrie 1990, prin utilizarea (nu fără critici)  a articolului 23 al Legii fundamentale a Germaniei Federale cu privire la cele 5 landuri răsăritene. De fapt, reunificarea a însemnat anexarea Germaniei Răsăritene de către Germania de Vest pentru că era cea mai directă și legală formă de unire.  Noua țară a păstrat numele Bundesrepublik Deutschland, utilizând ca monedă națională "Deutsche Mark" (încă de la 1 iulie 1990), iar sistemul legal și instituțiile vest-germane au fost extinse și pentru est. Berlinul a redevenit, din punct de vedere oficial, capitala țării, dar instituțiile guvernamentale au rămas pentru un timp la Bonn.  Numai după dezbateri prelungite, deputații din Bundestag au căzut de acord cu mutarea sediului celor mai importante instituții guvernamentale la Berlin, proces de transfer care s-a terminat de-abia în 1999, când Parlamentul și-a ținut prima sesiune în clădirea Reichstagului renovat.
La 2 decembrie 1990, au fost convocate alegeri generale în întreaga Germanie, primele după ianuarie 1933, care, de fapt, îl aduseseră pe Hitler la putere.

## Germania în zilele noastre
Pentru mai multe detalii consultați și articolul Relațiile externe ale Republicii Federale Germania

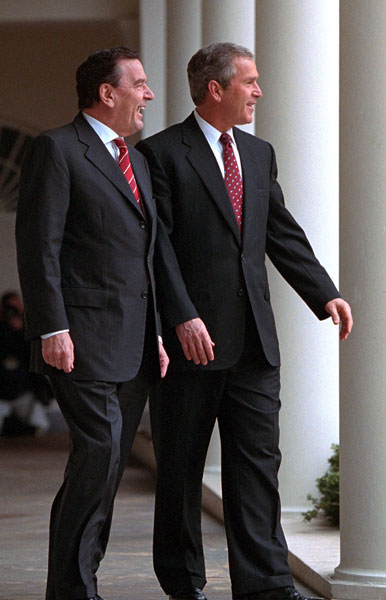
Cancelarul Schröder împreună cu președintele american George W. Bush la Casa Albă, (29 martie 2001).

În primul deceniu al acestui secol, Germania, alături de Franța, a devenit una dintre piesele centrale ale Uniunii Europene. Guvernul german a fost unul dintre cei mai importanți susținători ai lărgirii NATO și Uniunii Europene. Trupele germane au participat la efortul multinațional de reinstaurare a păcii în Balcani. Economia germană este una dintre cele mai dezvoltate ale lumii, populația bucurându-se de un înalt standard de viață. (Vezi și: Listă a țărilor după produsul intern brut.)  
Numeroși germani vorbesc, în afară de dialectele locale ale limbii germane și de limba germană oficială, limba franceză și/sau limba engleză.
Numeroase probleme comune ale țărilor europene (emigrația, îmbătrânirea populației, cheltuielile pentru asistență socială, sistemul de pensii, etc.) sunt probleme aflate pe agenda principalilor factori de decizie politică din Germania, căutându-li-se rezolvarea adecvată. Șomajul este unul dintre subiectele sensibile în Germania de azi, în 2005 atingându-se un nivel record de 12,6% din populația aptă de muncă, cel mai ridicat nivel de la perioada de criză din deceniul al patrulea al secolului trecut. 
Descoperirea în 2001 a faptului că celula teroristă care a dus la îndeplinire atentatele din 11 septembrie din Statele Unite și-a avut baza în Hamburg a șocat întreaga opinie publică națională. Cancelarul Gerhard Schröder a susținut Statele Unite în toate acțiunile care au urmat, trimițând trupe ale Bundeswehrului în Afganistan, ca parte a efortului NATO de asigurare a securității și păcii în această țară, după alungarea de la putere a talibanilor. 
Germania a adoptat o poziție mai critică față de invazia americană a Irakului din 2003. Mulți comentatori politici au considerat că victoria în alegeri a SPD se datorează, în principal, opoziției arătate față de invazia americană. Majoritatea populației era puternic împotriva invaziei din Irak și împotriva oricărei implicări germane în conflict. 
După o înfrângere neașteptată a SPD în alegerile locale din landul Renania de Nord-Westphalia (22 mai 2005), cancelarul Schröder a cerut Bundestagului (Parlamentului) un vot de încredere în politica guvernului, în speranța că nu o să-l primească. Schröder a afirmat că a devenit din ce în ce mai greu să lucreze pentru reformele socio-economice necesare, datorită opoziției manifestate în Bundesrat față de politica guvernului, ca și datorită tensiunilor din propriul partid.  După neprimirea votului de încredere (1 iulie), cancelarul Schröder a cerut președintelui țării, Horst Köhler, să convoace alegeri legislative anticipate. 
La 21 iulie 2005 președintele a dizolvat Parlamentul și a programat noile alegeri parlamentare pentru 18 septembrie. Alegerile au dus la un impas în schimbarea raportului de forțe dintre SPD și CDU/CSU, niciuna dintre principalele forțe politice naționale nereușind să câștige suficiente voturi pentru a forma singure guvernul, fiind necesare găsirea de parteneri de coaliție. 
Soluția a fost găsită la 11 noiembrie 2005, când ambele partide au format "Marea Coaliție", având-o în frunte pe cea care a devenit noul cancelar federal, Angela Merkel, CDU. După alegerile din anul 2009 a rezultat o nouă coaliție guvernamentală, numită "Negru-Galben", formată de data asta din CDU/CSU și FDP (liberalii-democrați). În aceste condiții Angela Merkel a fost realeasă în funcția de cancelar pentru încă 4 ani. Actualul cabinet, numit cabinetul Merkel III, a fost constituit în urma alegerilor federale din 2013 și este format din politicieni ai partidelor marii coaliții (CDU, CSU și SPD).